# Колумбийска дъгова боа
Колумбийска дъгова боа (Epicrates cenchria maurus) е подвид на вида Дъгова боа (Epicrates cenchria) от семейството на Същински бои, който населява Амазонската джунгла в Южна Америка. Като цяло е сухоземен вид, но при умерена дължина и тегло е обичайно да води живот и по дърветата. Дъговите бои са известни с привлекателния иризиращ блясък по люспите на кожата си.

## Физическо описание
Колумбийската дъгова боа е умерена по размери със средна дължина от 120 до 180 cm. Наблюдава се ясен полов диморфизъм по отношение на дължината на тялото, като женските екземпляри обикновено са доста по-големи от мъжките и на дължина, и на обиколка.
Окраската ѝ е еднородно кафява с големи шарки под формата на кръгове или застъпващи се S-фигури, с по-тъмен кант и по-светла вътрешност, разположени по протежението на гръбнака. Колумбийската дъгова боа е хроматофор, като люспите на кожата ѝ променят цвета си в зависимост дали е ден или нощ: нощно време стават по-светли, почти сребристи отстрани на тялото и по корема. В природата рядко се срещат екземпляри с необичайни цветове и шарки, например нарушения на пигментацията като албинизъм. Подобни отклонения се срещат често при екземплярите, отглеждани в плен, и често биват високо ценени.
- Колумбийска дъгова боа на светло
- Същата боа на тъмно (3,2 часа по-късно)

## Географско разпространение и хабитат
От всички дъгови бои при колумбийските географското разпространение е най-северно. Обитават джунглите на Амазонка в Южна Америка. Предпочитат да живеят в джунглите, поради високата влажност и температура, естествената им защита от хищници и разнообразието на достъпна плячка. Този вид змии обичайно може да бъде открит в близост до реки и потоци и е отличен плувец. Полудървесен вид: младите дъгови бои могат да се катерят по дървета и храсти в търсене на храна, но с напредването на възрастта и наддаването на телесна маса проявяват склонност да се придвижват само по земята.

## Поведение
Дъговите бои, също като останалите бои в семейството, са неотровни и убиват плячката си чрез задушаване. Имат специални, чувствителни към топлината ямки на главата си, които им позволяват да засичат телесната топлина на плячката им. Въпреки че са нощни животни, те могат да бъдат видени да се препичат на слънце през деня, ако нощните температури са били твърде ниски. Активни са на изгрев и залез, хранят се с малки бозайници, птици и гущери, използвайки способността си да откриват телесната топлина на жертвите дори и при липса на светлина. Повечето дъгови бои не се нуждаят от плячка с размери не по-големи от тези на голям плъх, но като повечето змии челюстите им не са свързани, което позволява да поглъщат и по-големи животни. Дъговите бои могат да хапят за самоотбрана, когато се чувстват застрашени. Ухапванията им могат да бъдат болезнени, но рядко опасни; трябва да се внимава да не се инфектират. Като всички змии, и колумбийските дъгови бои могат да са непредсказуеми и лесно раздразнителни в периода на смяна на кожата си, поради стреса от смяната и помътненото им зрение.

## Размножаване
Дъговите бои са отшелници, събират се само в размножителния период. Мъжките може да се чифтосват с много женски, които са яйцеживородни. Малките са развиват в тялото на майката, където се развиват в терморегулирана и богата на хранителни вещества среда, и при раждането си са напълно развити и самостоятелни в рамките на минути след раждането.

## Отглеждане в плен
Видът вирее добре в плен, въпреки че изисква много специфични условия като влажност и температура на въздуха. Храни се основно с мишки и плъхове. Смята се, че отглеждането му като домашен любимец е средно трудно, обикновено се опитомява в голяма степен и за да запази покорния си възприемчив характер трябва често да бъде хващан и държан.